# Departamento de Catán-Lil
Departamento de Catán-Lil är en kommun i Argentina.   Den ligger i provinsen Neuquén, i den sydvästra delen av landet, 1 200 km väster om huvudstaden Buenos Aires. Antalet invånare är 2 469. Arean är 5 490 kvadratkilometer.
Terrängen i Departamento de Catán-Lil är kuperad åt sydost, men åt nordväst är den bergig.
Omgivningarna runt Departamento de Catán-Lil är i huvudsak ett öppet busklandskap. Trakten runt Departamento de Catán-Lil är nära nog obefolkad, med mindre än två invånare per kvadratkilometer.